# Wolfgang Rudolph (Volkskundler)
Wolfgang Rudolph (* 11. Juli 1923 in Breslau; † 3. Februar 2014 in Berlin) war ein deutscher Volkskundler und Autor maritimer Literatur und von Seefahrergeschichten.

## Leben
Der Sohn eines Oderschiffers war gelernter Schiffs- und Seemotorenführer. Während des Zweiten Weltkriegs geriet er in sowjetische Kriegsgefangenschaft. Nach seiner Rückkehr arbeitete er als freier Journalist und leitete ehrenamtlich das Heimatmuseum in Garz auf der Insel Rügen, wo er von 1950 bis 1960 in Sassnitz ansässig war. 1958 gründete er das Sassnitzer Stadtarchiv und wurde der erste Stadtarchivar. Er war Ideengeber für das Stadtwappen von Sassnitz. Er sammelte und dokumentierte Überlieferungen zur Seefahrts- und Fischereigeschichte Rügens. Dazu veröffentlichte er 1953 das Heimatbuch Die Insel Rügen und 1962 das Sachbuch Insel der Schiffer.
Ab 1957 studierte Wolfgang Rudolph Volkskunde. Ein Jahr danach begann er seine Tätigkeit als wissenschaftlicher Mitarbeiter am Wissenschaftsbereich Kulturgeschichte/Volkskunde des Zentralinstituts für Geschichte der Akademie der Wissenschaften der DDR, als der er für die Erforschung der maritimen Kultur verantwortlich war. Rudolph promovierte 1963 an der Humboldt-Universität, seine Promotion trägt den Titel Übergangsformen zwischen Einbaum und Plankenboot an der südlichen Ostseeküste. 
Wolfgang Rudolph veröffentlichte über 200 wissenschaftliche und populäre Werke. Die Stiftung Deutsches Meeresmuseum besitzt umfangreiche Sammlungen zur Geschichte der regionalen Fischerei, darunter 55 originale, teils funktionsfähige Bootsmotoren, die von ihm zusammengetragen wurden. Rudolph war zudem Mitglied im wissenschaftlichen Beirat des Meeresmuseums – Museum für Meereskunde und Fischerei in Stralsund sowie nach seiner Emeritierung Mitglied im wissenschaftlichen Beirat des Deutschen Schiffahrtmuseums.
Die Akademie der Wissenschaften der DDR verlieh ihm 1988 die Leibniz-Medaille. Die Stadt Sassnitz ernannte ihn am 3. Juli 2008 zum Ehrenbürger.
Wolfgang Rudolph starb 2014 in Berlin. Er wurde in einer Ehrengrabstelle auf dem Sassnitzer Friedhof beigesetzt.

## Werke (Auswahl)
- Die Insel Rügen. 1953
- Insel der Schiffer. Zeugnisse und Erinnerungen von rügischer Schiffahrt. Rostock 1962.
- Handbuch der volkstümlichen Boote im östlichen Niederdeutschland. Berlin 1966.
- Segelboote der Deutschen Ostseeküste. Berlin 1969.
- Boote, Flöße, Schiffe. Leipzig/Zürich 1974.
- Das Schiff als Zeichen. Bürgerliche Selbstdarstellung in Hafenorten. Leipzig 1987.
- Des Seemanns Bilderwelt. Volkskunst der Fahrensleute an der Ostseeküste von 1750 bis 1900. Hamburg 1993.